# Nematolepis wilsonii
Nematolepis wilsonii är en vinruteväxtart som först beskrevs av Neville G. Walsh och David E. Albrecht, och fick sitt nu gällande namn av Paul G. Wilson. Nematolepis wilsonii ingår i släktet Nematolepis och familjen vinruteväxter. Inga underarter finns listade i Catalogue of Life.